# Bajkalbjergene
Bajkalbjergene (russisk Байкальский хребет, Bajkalskij khrebet) er en bjergkæde som stiger brat op fra nordvestsiden af Bajkalsøen i det sydlige Sibirien i Rusland. Den Midtsibiriske højslette grænser mod syd til den østlige del af Sajanbjergene og Bajkalbjergene.
Floden Lena har sit udspring i Bajkalbjergene. Bjergene omkring Bajkalsøen er skovklædte med graner, asp, dun-birk, sibirsk lærk, sibirsk ædelgran og fyr .
Den højeste top er Tjerskij (2.572 moh), opkaldt efter den polske opdagelsesrejsende Jan Czerski.

## Eksterne kilder og henvisninger
1. ↑  Biakado-LenskyCenter for Nature Conservation – Wild Russia, 2. september 2008
2. ↑  Images of the Baikal from various sources, 2. september 2008

- Burjatia på www.traveleastrussia.com Arkiveret 27. september 2006 hos  Wayback Machine
- Billeder på www.magicbaikal.ru Arkiveret 30. april 2007 hos  Wayback Machine

54°00′N 108°00′Ø / 54.000°N 108.000°Ø